# Alwar
Alwar – imię męskie pochodzenia germańskiego, oznaczające „strażnik wszystkiego/wszystkich”. 
Alwar imieniny obchodzi 19 lutego, jako wspomnienie bł. Alwareza (Alwara) z Kordoby.
Znane osoby noszące imię Alwar:
- bł. Alwar z Kordoby
- bł. Alwar Sanjuán Canet
- bł. Álvaro del Portillo
- Álvaro Vázquez
- Alvar Aalto
- Álvaro Arbeloa
- Álvaro de Luna
- Álvaro Magaña
- Álvaro Mejía
- Álvaro Morata
- Álvaro Negredo
- Álvaro del Portillo
- Álvaro Recoba
- Álvaro Siza
- Álvaro Soler
- Álvaro Uribe

Zobacz też:
- Alvarez